# Saxe Jensen
Saxe Jensen (11. september 1584 i Ejby ved Roskilde – 1651) var en dansk præst.
Han var søn af sognepræst til Ejby Sogn Jens Saxesen (gift 1. gang med Karen Jacobsdatter) og Karen Pedersdatter. Han var præst i Ramløse og Annisse Sogn fra 1615 til sin død og provst over Holbo Herred. Udnævnt til hofprædikant.
Gift 30. juni 1642 med Kirsten Jensdatter Bircherod (efter 1617 - 25. september 1696 i Ramløse), datter af Jens Hermansen Bircherod og Maren Jacobsdatter Berg.

## Mindetavler
Døbefonten i Annisse Kirke er prydet med bland andet hans våben samt indskriften: "Saxe Jensen 1637". 
Koret i Ramløse Kirke rummer en mindesten for ham i form af en stor granittavle, som oprindeligt har ligget i gulvet, hvilket tydeligt fremgår af, at stenen er voldsomt slidt på midten.
Desuden er der samme sted en lille plade til minde om et legat, som Saxe Jensen donerede til uddeling efter sin død.